# 圣旺昂香槟
圣旺昂香槟（法語：Saint-Ouen-en-Champagne，法語發音：[sɛ̃t‿wɛ̃ ɑ̃ ʃɑ̃paɲ]）是法国萨尔特省的一个市镇，属于拉弗莱什区。

## 地理
圣旺昂香槟（47°57'0"N, 0°11'19"W）面积11.2 平方千米，位于法国卢瓦尔河地区大区萨尔特省，该省份为法国西北部内陆省份，北起顺时针与奥恩省、厄尔-卢瓦省、卢瓦-谢尔省、安德尔-卢瓦尔省、曼恩-卢瓦尔省和马耶讷省接壤，是法国大西部的入口，连接卢瓦尔河谷、布列塔尼和巴黎盆地。
与圣旺昂香槟接壤的市镇（或旧市镇、城区）包括：马雷伊昂香槟、布吕隆、尚特奈-维勒迪约、舍维莱。
圣旺昂香槟的时区为UTC+01:00、UTC+02:00（夏令时）。

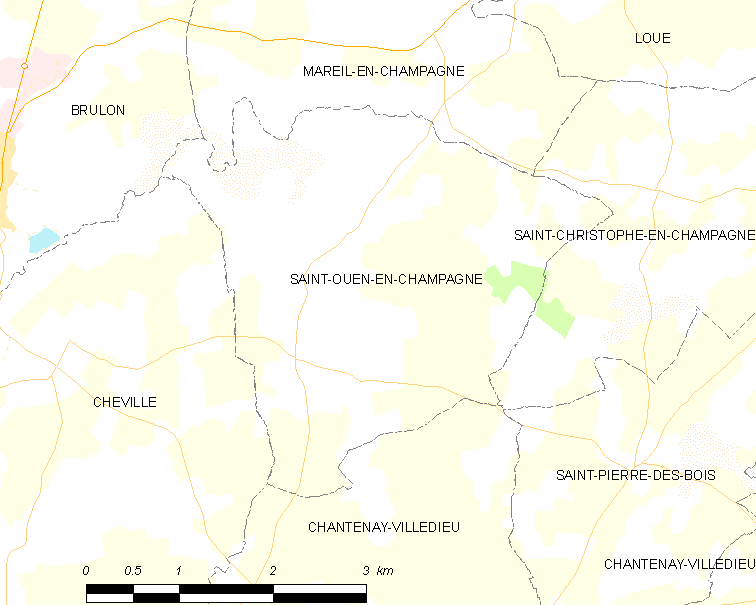
圣旺昂香槟的OSM定位图

## 行政
圣旺昂香槟的邮政编码为72350，INSEE市镇编码为72307。

## 政治
圣旺昂香槟所属的省级选区为卢埃县。

## 人口

1962-2008年间圣旺昂香槟人口变化图示

圣旺昂香槟于2022年1月1日时的人口数量为238人。